# Ricky Steamboat
Richard Henry Blood Sr., meglio conosciuto come Ricky "The Dragon" Steamboat (West Point, 28 febbraio 1953), è un ex wrestler statunitense.
Famoso presso i fan, oltre che per le sue abilità sul ring, anche per aver interpretato il ruolo di "buono" per tutta la durata della sua lunga carriera; quando entrò a far parte della World Wrestling Federation negli anni ottanta vinse l'Intercontinental Championship, mentre nelle altre federazioni principali conquistò il WCW World Tag Team Championship e il NWA World Heavyweight Championship.
Nel 2009 fu inserito nella WWE Hall of Fame.
Grazie alle sue grandi abilità sul quadrato e a celebri rivalità come quella con Ric Flair, è considerato da fan e addetti ai lavori come uno dei migliori wrestler di tutti i tempi.

## Carriera nel wrestling

### Gli inizi (1976-1977)
Il debutto nel mondo del wrestling, la grande passione di Steamboat fin da bambino, avviene nel 1976, a 23 anni. Esordisce nella AWA dove viene allenato da Verne Gagne e The Iron Sheik, prima di passare, pochi mesi dopo, nella NWA, federazione alla quale il futuro "The Dragon" leghera indissolubilmente il suo nome.
All'esordio, Richard Blood viene presentato come Sam Steamboat Jr. a causa della sua somiglianza con un wrestler hawaiano dell'epoca, Sam Steamboat, ma questa gimmick ha vita breve: già nel 1977, Blood decide di mantenere solo il cognome "Steamboat" al quale affiancherà il diminutivo del suo vero nome, "Ricky". Nel circuito Mid-Atlantic della NWA, Ricky si fa subito notare per il fisico compatto e per le sue straordinarie capacità tecnico-atletiche, che in poco tempo lo elevano al vertice della federazione.

### National Wresting Alliance e Jim Crockett Promotions (1977-1985)

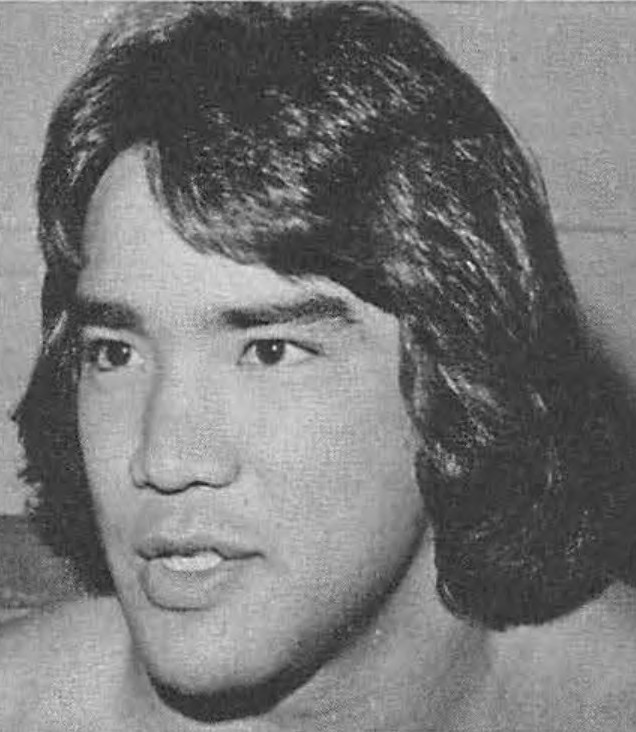
Steamboat nel 1979

Il 25 giugno 1977, a nemmeno un anno dal suo debutto, Steamboat vince la sua prima cintura, l'NWA Mid-Atlantic Television Title, strappandolo a Ric Flair, già eletto "rookie of the year" l'anno precedente. Proprio con il Nature Boy, Steamboat iniziera un feud durato quasi 10 anni.

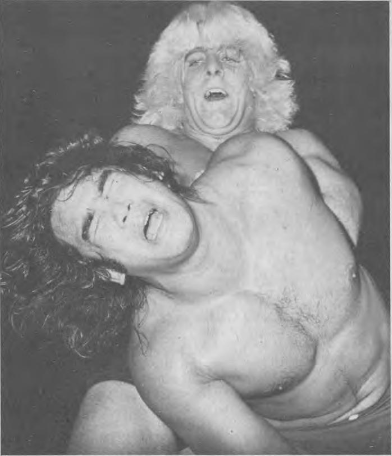
Ric Flair vs. Ricky Steamboat (1982)

Appena due mesi dopo la conquista della sua prima cintura, Ricky riesce a vincerne un'altra: il 22 agosto 1977, in coppia con Paul Jones, batte Flair e Greg Valentine, vincendo i titoli NWA Mid Atlantic Tag Team. La prima sconfitta però deve ancora arrivare, e giunge per mano di Baron Von Raschke, che il 15 ottobre lo priva del titolo TV. Tuttavia, Steamboat non si accontenta di possedere una sola cintura, ne vuole due, e così il 1º novembre sconfigge nuovamente Ric Flair vincendo lo United States Title, perso però poco tempo dopo, contro Blackjack Mulligan. Il 23 aprile 1978, Jones e Steamboat, campioni di coppia del circuito Mid Atlantic da ormai 8 mesi, riescono ad imporsi in un torneo contro altre 9 coppie, vincendo i titoli di coppia del mondo della NWA. A quel punto, il tag team Jones-Steamboat è costretto a rendere vacante i titoli di coppia del circuito Mid Atlantic, perché essendo i campioni di coppia del mondo NWA, non possono detenere anche altri titoli tag team. I due però non sono più la coppia affiatata di prima, qualcosa tra di loro si è rotto, probabilmente a causa della gelosia di Jones verso il compagno, ed ecco che la coppia si divide. Per un paio di mesi si affronteranno in vari match, anche violenti, vinti quasi tutti da Steamboat. Terminato il feud con l'ex compagno, Ricky torna a posare gli occhi sul suo acerrimo rivale, Ric Flair, e il 18 dicembre del 1978 lo batte, reimpossessandosi della cintura di campione degli Stati Uniti per la seconda volta in carriera. Il primo aprile del 1979 però, Flair riconquista il titolo, e da quel momento Steamboat decide di cimentarsi quasi esclusivamente in match di coppia, abbandonando per diverso tempo le contese singole. Il 23 ottobre 1979, di ritorno da un periodo di pausa, forma un nuovo tag team con "Chief" Jay Youngblood, con il quale riesce a vincere per la seconda volta il titolo di campioni di coppia del mondo NWA, e per la coppia è solo il primo di cinque titoli vinti fino al 1983. In questi 4 anni, come già detto in precedenza, la coppia Steamboat-Youngblood riesce a vincere il titolo per ben 5 volte, battendosi di volta in volta con avversari molto più quotati, come Baron Von Rashke, Paul Jones, Greg Valentine, Jimmy Snuka, Sgt. Slaughter, Ivan Koloff, Jack Brisco e Bob Orton. Tra l'altro, nello stesso periodo, Ricky trova il tempo per vincere anche il titolo NWA Mid-Atlantic, sconfiggendo Hussien Arab, perdendolo in seguito dopo cinque mesi, il 16 aprile 1981 contro Ivan Koloff, ed il titolo tag team NWA Mid-Atlantic in coppia con Dino Bravo, titoli poi persi contro gli Sheepherders. La sua carriera è ormai lanciatissima, e dopo aver fatto incetta di titoli, sembra pronto per l'alloro mondiale, ma una decisione, piuttosto inaspettata, sta per essere presa da Ricky. A Natale del 1983, Steamboat, decide di ritirarsi dal mondo del wrewstling, nonostante fosse ancora campione del mondo di coppia con Youngblood, per stare più tempo con sua moglie e suo figlio. I titoli di coppia NWA verranno dichiarati vacanti, Steamboat scomparirà dalle scene e non tornerà a combattere mai più con Chief Jay Youngbood a causa della morte precoce di quest'ultimo, che a soli 30 anni morirà a causa di un attacco di cuore occorsogli dopo un incontro disputato insieme a suo fratello Mark contro gli Sheepherders.
Nel 1984, Steamboat fa il suo ritorno sul ring, conquistando altri titoli minori e mettendosi in luce in due feud contro il suo ex-mentore Wahoo McDaniel e Tully Blanchard. Nel 1985 decide di lasciare la NWA per la WWF a causa di forti contrasti con l'allora booker NWA Dusty Rhodes.

### World Wrestling Federation

#### Nascita di "The Dragon" (1985-1986)

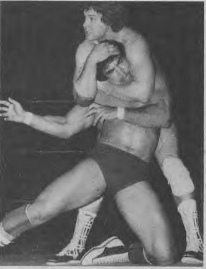
Roddy Piper vs. Ricky Steamboat

A Stamford, Ricky assume la gimmick del dragone, diventando Ricky "The Dragon" Steamboat. Ricky riprende da dove si era fermato nella NWA, ovvero dalle vittorie. Il primo feud targato WWF è contro un altro hawaiano, Don Muraco, con il quale inscena sempre ottimi incontri. Dopo Muraco, tocca a Jack "The Snake" Roberts mettersi sulla strada del dragone. Il loro feud ha inizio quando Roberts esegue su Ricky la sua devastante finisher, il DDT, sul pavimento in cemento fuori dal ring. La loro rivalità è molto accesa, e termina con il match svoltosi il 28 agosto del 1986, dove il "dragone" sconfigge una volta per tutte il "serpente".

#### Intercontinental Champion WWF e abbandono (1987-1988)
Dopo aver battuto sia Muraco che Roberts, Ricky si scontra con "Macho Man" Randy Savage, reo di averlo colpito alla gola con la campana del gong, lanciandosi dalla terza corda. In seguito a quest'avvenimento Steamboat è costretto a stare fuori qualche settimana, ritornando più agguerrito che mai e deciso a vendicarsi del suo rivale. La grande occasione arriva, ed ha luogo il 29 marzo 1987, data storica per il pro-wrestling: al Pontiac Silverdome di Pontiac, davanti a 93.176 persone, Hulk Hogan impressionò il mondo alzando un gigante di 250 kg, ma è anche la notte del match tra Ricky Steamboat e Randy Savage, definito da tutti il match più tecnico di tutti i tempi e uno dei migliori di sempre di WrestleMania. A portasi a casa match e cintura è Ricky Steamboat che interrompe il regno di Savage come campione Intercontinentale durato più di un anno. Il suo regno viene interrotto dopo appena due mesi da Honky Tonk Man e più tardi si verrà a sapere che quella sconfitta fu voluta da Vince McMahon che non aveva gradito la richiesta da parte di Steamboat di avere un permesso per stare un po' con la sua famiglia, dato che Vince aveva già programmato una serie di incontri dove Steamboat avrebbe dovuto difendere la sua cintura. A questo punto, senza cintura e senza un futuro in WWF, Ricky annuncia per la seconda volta il suo ritiro dal wrestling.

### Ritorno alla NWA e World Championship Wrestling (1989)
Ci vuole però poco meno di un anno per vederlo tornare in azione. All'inizio del 1989, Eddie Gilbert annuncia che affronterà due Horsemen, Ric Flair e Barry Windham, con un partner misterioso. Questo partner si rivela essere proprio Ricky Steamboat che finalmente torna a calcare un ring NWA. Il match si conclude con la vittoria di Gilbert e Steamboat, quando Steamboat schiena Flair. Si riaccende quindi la grande rivalità tra Flair e Steamboat, e ancora una volta Steamboat priva Flair dell'ennesima cintura, ma stavolta non si tratta di un titolo minore: a Chicago, il 20 febbraio 1989, Steamboat diventa campione del mondo NWA.

### New Japan Pro Wrestling e ritorno alla WWF (1990-1991)

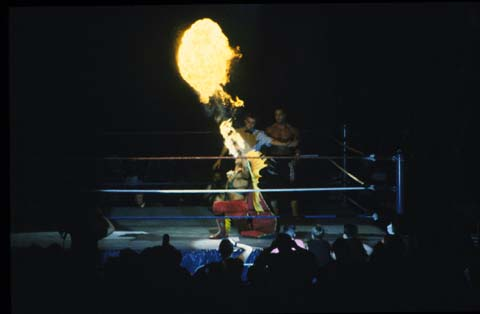
Uno Steamboat "sputafuoco" nella fallimentare gimmick del "Dragone", durante il suo ritorno in WWF di inizio anni novanta.

Ricky Steamboat è il nuovo NWA World Heighweight Champion, e riesce a difendere il titolo dai numerosi assalti dello stesso Flair, ma anche di Butch Reed e The Iron Sheik. Purtroppo per lui, il 7 maggio 1991, al ppv Music City Showdown, a Nashville, Flair si dimostra superiore e riconquista la bramata cintura. Perso il titolo del mondo, Steamboat si prende alcuni mesi di pausa, poi milita per breve tempo nella New Japan Pro-Wrestling, dove si scontra con wrestler del calibro di Hiroshi Hase e The Great Muta, per poi ritornare alla corte dei McMahon a Stamford, dove però non riuscì più a essere il glorioso wrestler che aveva vinto il titolo Intercontinentale a WrestleMania 3. Qui infatti è costretto ad adottare un'identità differente, presentandosi semplicemente come "The Dragon", un wrestler sputafuoco con un improbabile costume da drago, gimmick fallimentare che lo vedrà perdere molti degli incontri disputati, venendo gradualmente relegato al mid-carding. A questo punto decide di lasciare definitivamente la WWF.

### Ritorno alla WCW e ritiro (1991-1994)
Il 19 novembre 1991 debutta in WCW con il botto: infatti, in quella stessa sera, in coppia con Dustin Rhodes, riesce a vincere i titoli di coppia battendo gli Enforcers, Arn Anderson e Larry Zbyszko. Il loro regno da campioni è positivo ma non lunghissimo, infatti dura poco più di 2 mesi e il 16 gennaio riperdono i titoli contro Arn Anderson e Bobby Eaton. Tuttavia, Steamboat continua a macinare vittorie anche nelle competizioni singole. Il 2 settembre del 1992 batte "Stunning" Steve Austin a Clash of the Champions XX: 20th Anniversary e vince il titolo TV; il 18 novembre, in coppia con Shane Douglas, riesce a vincere i titoli di coppia WCW. Il regno va a gonfie vele con tante difese di successo fino a quando gli Hollywood Blondes, Steve Austin e Brian Pillman, li sconfiggono e vincono le cinture. Successivamente inizia un feud con il membro della Dangerous Alliance e campione WCW United States Heavyweight Rick Rude. I due si scontrano a SuperBrawl II dove Steamboat viene sconfitto. La loro rivalità culmina in un celebre non-title Iron Man Challenge al ppv Beach Blast (1992), vinto da Steamboat. Il 18 agosto del 1993, Steamboat batte Paul Orndorff, e si riprende il titolo TV, perso un mese dopo contro Steven Regal. Steamboat comincia quindi una faida con lo US Champion "Stunning" Steve Austin e ottiene una title shot a Bash at the Beach ma viene sconfitto. Il 24 agosto a Clash of the Champions XXVIII, ha luogo il rematch con Austin nel quale Steamboat si infortuna alla schiena, ma riesce comunque a vincere il suo quarto titolo United States Heavyweight Championship. A questo punto inizia a sentire i vari acciacchi di una vita da combattente, ed è costretto, dopo un mese, a rendere vacante il titolo USA a causa di gravi infortuni alla schiena. Nel settembre 1994, Steamboat viene licenziato dal presidente WCW Eric Bischoff a causa del suo infortunio che non gli permette di combattere, ponendo così fine a un sodalizio durato quasi vent'anni con la federazione.

### Apparizioni sporadiche (1994-presente)

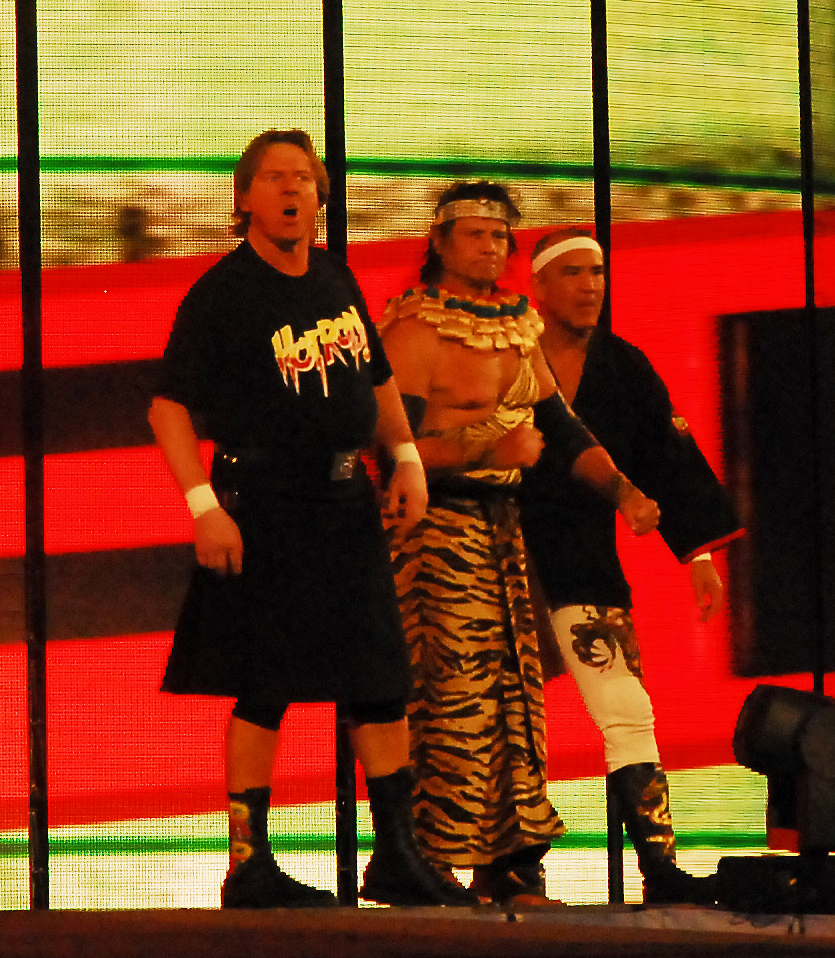
Ricky Steamboat (a destra), insieme a Roddy Piper (a sinistra) e Jimmy Snuka (al centro), prima del loro match contro Chris Jericho a WrestleMania XXV.

Da allora Steamboat si è ritirato dal wrestling combattuto, facendo soltanto sporadiche apparizioni come intervistatore nella NWA-TNA e nella ROH. Dal 2004, si ritrova in WWE come road-agent e interviene nella puntata di RAW in onore di Ric Flair. Nel 2009 viene annunciata la sua introduzione nella WWE Hall of Fame, ma quando Michael Cole lo intervista per sapere il suo commento, viene attaccato da Chris Jericho che inizia un feud contro Steamboat, Ric Flair, Roddy Piper, e Jimmy Snuka, da affrontarsi in un match handicap a WrestleMania 25. Durante il match prevale il più giovane Jericho. Tuttavia, Ricky, che nel 2009 aveva 56 anni, ha fatto comunque una prestazione maiuscola eseguendo un volo dalla terza corda su Jericho che si trovava fuori ring. La WWE chiede quindi a Steamboat di tornare ancora sul quadrato e in un match a squadre combattendo insieme a con John Cena, CM Punk, Jeff Hardy, e Rey Mysterio contro Edge, Kane, Matt Hardy, Big Show e Chris Jericho. Torna a lottare in un ppv a Backlash contro Chris Jericho, facendo ancora un'ottima prestazione ma venendo sconfitto. Successivamente combatte anche contro Drew McIntyre e Sheamus, per poi tornare al suo lavoro di road agent dietro le quinte. Il 7 maggio 2010 appare a SmackDown insieme alla security per salvare Matt Hardy dall'aggressione di Drew McIntyre.
Nonostante si sia ritirato di tanto in tanto si unisce in tag team col figlio in FCW, dove dimostra di avere ancora un buon fisico per il wrestling.
Nel 2010 la WWE ha messo in commercio il cofanetto celebrativo Ricky Steamboat: The Life Story of the Dragon che in tre DVD ripercorre la carriera di Steamboat.
Durante la puntata di RAW del 17 dicembre per gli Slammy Awards, Ricky insieme a Gene Okerlund e Jim Ross, premiano il miglior match dell'anno, che andrà a Triple H per il suo Hell in a Cell match contro Undertaker a WrestleMania XXVIII.

## Personaggio

### Mossa finale
- Dragon Fly Press (Diving Cross Body)

### Soprannome
- "The Dragon"

## Titoli e riconoscimenti
National Wrestling Alliance
- NWA World Heavyweight Championship (1)
- NWA World Tag Team Championship (7- 1 con Paul Jones - 5 con Jay Youngblood - 1 con Shane Douglas)
- NWA Toronto United States Heavyweight Championship (1)
- NWA Mid-Atlantic Heavyweight Championship (2)
- NWA World Television Championship (2)
- NWA Mid-Atlantic Tag Team Championship (3- 2 con Paul Jones - 1 con Jay Youngblood)
- NWA Hall of Fame (Classe del 2012)

Jim Crockett Promotions/World Championship Wrestling
- WCW United States Heavyweight Championship (1)
- WCW World Television Championship (2)
- WCW World Tag Team Championship (2- 1 con Dusty Rhodes - 1 con Shane Douglas)

Pro Wrestling Illustrated
- Match of the Year contro Randy Savage a WrestleMania III per il WWF Intercontinental Championship.  (1987)
- Match of the Year contro Ric Flair a WrestleWar per il NWA World Heavyweight Championship.  (1989)
- Most Inspirational Wrestler of the Year (2009)
- Rookie of the Year (1977)
- Stanley Weston Award (1995)
- Tag Team of the Year (1978) con Paul Jones.
- 6º tra i 500 migliori wrestler singoli nella PWI 500 (1992)
- PWI lo ha classificato alla posizione numero 13 della lista dei migliori 500 wrestler nei "PWI Years" del 2003[7]
- PWI lo ha classificato alla posizione numero 19 della lista dei migliori 100 tag team nei "PWI Years" (con Jay Youngblood) nel 2003.[8]

World Wrestling Federation/Entertainment
- WWF Intercontinental Heavyweight Championship (1)
- WWE Hall of Fame (2009)

## Altri media
Nel 2011 Steamboat è stato inserito come personaggio giocabile nel videogame WWE All Stars prodotto dalla THQ. È inoltre inserito anche nel videogioco WWE '12, WWE 2K14, WWE 2K16 e in WWE 2K19.